# Izrael Poznański

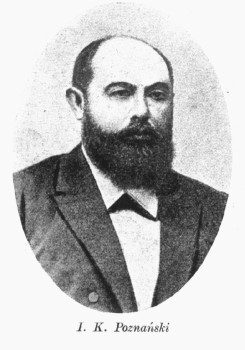
Izrael Kalmanowicz Poznański

Izrael Kalmanowicz Poznański jid. ישראל פאזנאנסקי (* 25. August 1833 in Aleksandrów, Kongresspolen; † 28. April 1900 in Łódź) war ein polnisch-jüdischer Philanthrop, Geschäftsmann und Fabrikant.

## Leben

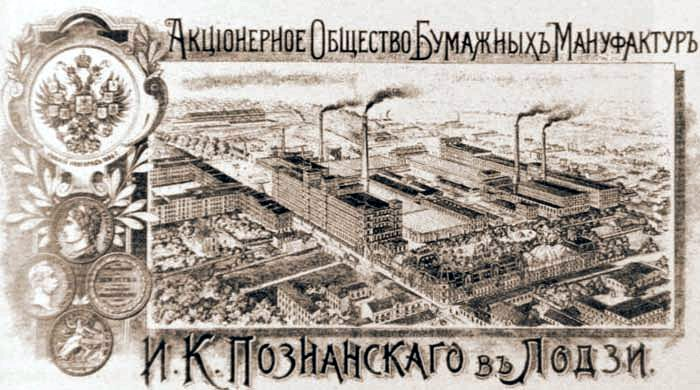
Werbebild der Poznańskischen Fabrik (im russischen Text fälschlicherweise als Papierfabrik bezeichnet)

Der aus der Stadt Kowal (jetzige Woiwodschaft Kujawien-Pommern in Polen) stammende Izrael Poznański war der Enkel des Krämers Izaak und der jüngste Sohn des Kaufmanns Kalman (amtlich erfasst als Poznański) und der Mutter Małka Lubińska. 1825 ließen sich der 40-jährige Kalman Poznański zusammen mit seiner Frau, den Kindern und Hausangestellten in Aleksandrów Łódzki (in der Nähe von Łódź) nieder. Ein Jahr nach der Geburt Izraels (1834) siedelte die Familie, als eine der wohlhabenderen, ein zweites Mal um, diesmal von Aleksandrów Łódzki nach Łódź. Dort erwarb der Vater das Recht, mit Textilwaren, darunter auch Baumwolle und Leinen, zu handeln. Zudem erbaute er als Erster ein mehrstöckiges Mietshaus in der Altstadt, in dem sich sein Gewürz- und Textilgeschäft befand.
In Łódź schloss Izrael Poznański die Grundschule und das Progymnasium ab. Dort erlernte der zukünftige Multimillionär die Grundlagen des Unternehmertums. Als Jugendlicher sammelte er alte Stoffe, indem er mit einem klapprigen Wagen umherfuhr, der von einem abgemagerten Pferd gezogen wurde (später behaupteten seine Neider, er habe nicht Pferde, sondern Hunde vor den Wagen gespannt). Als er siebzehn Jahre alt war, heiratete er Leoni Hertz, die Tochter von Moses Hertz, einem wohlhabenden Warschauer Kaufmann. Im Ehevertrag wurde er als „Webermeister“ bezeichnet, der eine Manufaktur im Wert von fünfhundert Rubel mit in die Ehe einbrachte, seine Frau im Gegenzug dazu, ein sich in Warschau befindendes Geschäft mit Meterwaren.
Im Dezember 1852 übernahm Izrael Poznański das Fachgeschäft seines Vaters und erweiterte es systematisch: 1859 produzierte sein Betrieb Ware im Wert von 6000 Rubel, 1868 stieg der Wert auf 23000 Rubel. Zwischen 1871 und 1892 kaufte er an der Ogrodowa-Straße Grundstücke auf, um dort große Industriebetriebe zu bauen. Als erstes entstand dort 1872 eine maschinell betriebene und 200 Webstühle umfassende Weberei.
In den folgenden Jahren erfolgte ein schneller Ausbau:
- 1874/75:  Vergrößerung der Webereien
- 1877: Bau einer großen Baumwollspinnerei
- 1878: betriebseigene Werkstätten
- 1880: fabrikeigenes Krankenhaus auf der Drewnowska-Straße (ehemals Szpital Św. Józefa, heute das Radliński-Krankenhaus)
- 1885–1890: Das Jüdische Krankenhaus, heute Universitätskrankenhaus auf der Sterling-Straße
- 1887: Färberei, zentrales Heizhaus
- 1890, 1895: weitere Webereien
- 1893: Eisengießerei
- 1895–1897: große Lagerhäuser für Baumwolle in der Nähe des Alten Friedhofs

Am 29. Oktober 1889 wurde Poznańskis Firma, ähnlich wie andere Baumwollbetriebe zu dieser Zeit, in eine Aktiengesellschaft umgewandelt. Der offizielle Name des Betriebs lautete Aktiengesellschaft für Baumwollwaren I.K. Poznański in Lodz. Die Zahl der Arbeitnehmer in seinem Betrieb wuchs im Laufe der Jahre an: 1865 – 70 Arbeiter, 1879 – 426 Arbeiter, 1906 betrug die durchschnittliche Einstellungszahl 6800 Personen.
Vor dem Hintergrund immer schlechter werdenden Arbeitsbedingungen kam es 1883 zu einem Arbeiterstreik. Der Arbeitstag betrug damals 16 Stunden, von 5 Uhr morgens bis 21 Uhr, dazu trat eine neue Verordnung in Kraft, nach der auch an Feiertagen Arbeitspflicht bestand. Die neue Regelung sollte ab dem 15. August, an Mariä Himmelfahrt, in Kraft treten. Beim Nichtbefolgen der Anordnung drohte eine Geldstrafe von 3 Rubel. Die Polizei und Kosakenarmee schlugen den Streik nieder und führten 50 Arbeiter gewaltvoll ab. Im Februar 1884 verhängte Poznański Geldstrafen für diejenigen, die gegen die Arbeit an Mariä Lichtmess protestierten. Einen der Arbeiter schlug er. 1891 berichtete der Bevollmächtigte des Fabrikinspektors, dass die Gehälter, die in Poznańskis Fabriken gezahlt werden, die niedrigsten in ganz Łódź sind, während die Geldstrafen dort am höchsten ausfallen. Während des sechstägigen Streiks 1892 wurde das Fabrikbüro in ein Ermittlungsbüro umgewandelt, in dem die Streikenden erniedrigt und geschlagen wurden, um sie ohne einen Beweis ihrer Schuld vorzulegen, aus der Fabrik zu beseitigen.
Izrael Poznański hatte vier Söhne (Ignacy, Herman, Karol und Maurycy) sowie zwei Töchter (Anna (Ajdla), verheiratet mit Jakub Hertz, und Joanna Natalia, verheiratet mit Zygmunt Lewiński).
Izrael starb am 29. April 1900 und wurde im Familiengrab auf dem Neuen Jüdischen Friedhof in Łódź beigesetzt. Im Jahr seines Todes betrug sein Vermögen 11 Millionen Rubel. Der Erste Weltkrieg bescherte seinem Unternehmen jedoch große Verluste. Die nachfolgenden Generationen verwalteten die Firma bis in die 1930er Jahre, danach übernahm die Banca Commerciale Italiana (heute Teil der Intesa Sanpaolo) das verschuldete Unternehmen. Poznańskis Lebenslauf weist eine radikale Wandlung auf. Anfangs galt er als rücksichtsloser Arbeitgeber, der sich nicht um die Sicherheit seiner Arbeiter kümmerte. In seinen Fabriken kam es zu zahlreichen schweren oder sogar tödlichen Unfällen. Als er älter wurde fing er an, sich karitativ zu engagieren: er baute Waisenhäuser, Schulen für Kinder aus ärmeren Familien und Krankenhäuser.
Die Figur des Max’ Aszkenazy aus dem Roman Di brider Ashkenasi von Israel Joschua Singer ist an Izrael Poznański angelehnt. Laut einiger Quellen betrifft dies auch die Figur des Shaja Mendelssohn aus Władysław Reymonts Roman Das gelobte Land.
Noch heute sehenswert sind in Łódź der Palast Poznańskis, in dem sich seit 1975 das Stadtmuseum von Łódź befindet (bis 2009 Museum der Geschichte der Stadt Łódź genannt), und die alte Textilfabrik der Familie. Das Gelände der Textilfabrik wurde umgestaltet und seit 2006 befindet sich dort das Einkaufszentrum Manufaktura.